# Yun Sik Kim
Yun Sik Kim (Seul, Coreia do Sul, 5 de junho de 1943) é um instrutor de Hapkido e Taekwondo. Ele possui o nível mais elevado em hapkido (10° Dan) e o segundo nível mais elevado em taekwondo (9° Dan). Ele é o fundador do Bum Moo Kwan Hapkido.

## Treino
Começou a treinar taekwondo com o mestre Hwang Kee e hapkido com o mestre Young Sool Choi (criador do hapkido moderno) e o Mestre Ji Han Jae (maior nome desta arte marcial), aos nove anos de idade. 
Após ter fundado o “Hapkido Bum Moo Kwan”, que mais tarde tornou-se a World Bum Moo Hap Ki Do Federation. Na década de 60, juntamente com seu mestre, fundaram a “Korea Hapkido Association”, conhecida também como “Dehan Hapkido Federation”, a atual (K.H.A). É importante ressaltar que o Grão Mestre Yun Sik Kim, ostenta os diplomas de número sete da “Korea Kido Association”  e de número nove da "KHA".
Na década de 1970, pensando em expandir, o Grão Mestre Kim, começa pessoalmente a divulgar a escola "Bum Moo", em vários países como: Estados Unidos, Canadá, França, entre outros, chegando no Brasil em 1977, onde fixa residência.

## Hapkido Bum Moo Kwan[1]

### Estilo que difere por ser mais direto, simples, sem rodeios.
Podemos dizer que esta é a forma mais simples e correta de traduzir e dizer o que é o Hapkido, embora não seja errado algumas outras denominações que expressem o mesmo sentido, razão pela qual cada termo possui vários significados correspondentes a palavra em português, pois a escrita oriental “Han Mun – ideograma Chinês”, expressam pensamentos, ideias e conceitos resultando nas expressões verbais que somente se aproximam do significado original.
Exemplo:
Hap: combinar, unir, união, coordenar, harmonizar.
KI: força, energia vital, energia dinâmica.
O Hapkido é uma milenar arte marcial Coreana, flexível, criativa, inteligente e extremamente eficiente, com mais de 1300 anos. Tem aproximadamente cerca de dez mil golpes, entre socos, joelhadas cabeçadas, chutes dos pés à cabeça, pontos de pressão e articulação, torções, chaves, rupturas, estrangulamentos, quedas, saltos e acrobacias. É considerada atualmente uma das artes marciais mais completas e eficazes que existem.

### O Hapkido obedece a três princípios básicos
“Mull”- (sentido, rumo, caminho da água): “Penetração total na defesa do oponente de uma maneira flexível e adaptável”. A água simboliza muitas coisas na Coreia. Uma delas é a adaptabilidade. A água nunca luta contra qualquer obstáculo que encontra, se ela não pode vencer o contato, não há o conflito, ela nunca perde a forma. O homem deve aprender a se adaptar da mesma maneira se quiser sobreviver às discórdias, que ele encontra na sua vida, não é a toa que existe um dito popular que diz; (Água mole pedra dura tanto bate até que fura). A não resistência da água lhe torna poderosíssima, ela adapta-se a qualquer circunstancia, se põe ela em um copo ela assume a forma de um copo, se em uma garrafa idem, tente segura – lá e ela fluirá entre seus dedos. O hapkidoísta deve desenvolver a virtude da adaptabilidade e fluidez.
 “Won” – (circulo): “Utilizar e desviar a força do oponente através das ações circulares”. O circulo além de sua movimentação natural e continua, simboliza também a trajetória do praticante que tem por objetivo, em progredir em seus treinamentos simples retornando as origens. Simbolicamente quando se atinge o objetivo, a faixa preta, deverá retornar a o ponto de partida (reinicio), porém, desta vez com mais experiência. Agora o aluno tende a formar novos círculos, entretanto menores, formandos assim espirais, direcionando não para frente, mas para o alto. O circulo representa o princípio universal, pois representa o retorno ao inicio do ciclo, tudo arredondado no corpo, as pontas dos dedos, o nariz, joelhos, etc. Os movimentos de defesa pessoal do hapkido devem ser circulares e assim criaremos o que na lei da física é denominado de força centrifugas e centrípetas.
“Wa”- (harmonia): “Não resistência, não se opor a força do oponente, mas sim aproveitá-la”. Nos treinos de hapkido, deve existir uma combinação simultânea entre a mente, corpo, situação e técnica. A harmonia é o elemento principal desse treinamento. Adquirindo harmonia consigo, é possível harmonizar – se com o adversário. Depois disso, aprender a harmonizar – se com o ambiente, com o oponente e principalmente consigo próprio, fé o ponto principal do hapkidoista. O domínio das emoções e a disciplina diante dos obstáculos são pontos que o praticante desta arte deve atingir.
*Mull: representa a adaptabilidade do hapkidoista nas mais diversas situações.
*Won: representa o caminho a ser percorrido pelo hapkidoista em seu treinamento. O fim é sempre o começo.
*Wa: representa a harmonia entre mente, corpo, situação e técnica.

## Resumo Histórico[2]
Grão Mestre Yun Sik Kim (Kim, Yun Sik pelas convenções para nomes na Coréia).
● 1943 – Nasceu a 5 de junho, em Seul, capital da Coreia do Sul.
● 1954 – Começa a treinar Taekwondo e Hapkido.
● 1957 – Recebeu o diploma de faixa preta 1.º dan de hapkido do mestre “Young Sool Choi”.
● 1957 – Recebe o diploma de faixa preta 1.º dan de taekwondo do mestre “Hwang Ki"
● 1968 – Inaugura a primeira academia na Coreia com o nome de ”Tchon Young”, que ensinava taekwondo e hapkido juntos.
● 1968 – Funda a “Bum moo kwan Hapkido” e obtém a presidência.
● 1972 – Recebeu o diploma como melhor técnica em demonstração, no 1.º encontro das artes marciais, promovido pela rede de televisão “MBC – Seul, Coreia”.
● 1974 – Recebeu o diploma como melhor técnica em demonstração, no 2.º encontro das artes marciais, promovido pela rede de televisão “MBC – Seul, Coreia”.
● 1977 – Chega no Brasil, sendo, faixa preta em taekwondo 7.º dan e hapkido 8.º dan.
● 1980 – Funda a “Associação Kim Taekwodo e Hapkido".

● 1982 – Recebeu da Federação Pró Taekwondo, na Coreia do Sul, o diploma em prata, o qual certifica que foi encarregado de organizar o Pró Taekwodo no Brasil.

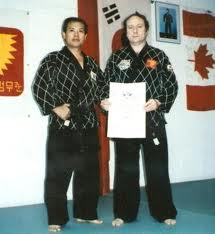
GM Yun Sik Kim e GM Baubil (Canadá)

● 1985 – Ficou como vice-presidente da Associação Coreana de Taekwondo no Brasil.
● 1986 – Recebeu o diploma de melhor demonstração técnica no encontro das artes marciais, realizado em Manaus, Brasil.
● 1991 – Ficou como Vice-presidente da comissão organizadora do primeiro campeonato mundial de Hapkido, em Seul, Coreia do Sul.
● 1993 – Fundou a Federação de Hapkido do estado de São Paulo, Ocupando o cargo de presidente por votação unânime.
● 1993 – Ficou como Vice-presidente da comissão organizadora do 2.º campeonato mundial de hapkido, em Seul, Coreia do Sul.
● 1993 – Ganhou a eleição para a presidência, da Associação Coreana de Taekwondo no Brasil.
● 1993 – Ganhou a eleição para a presidência da Associação dos mestres coreanos no Brasil.
● 1994 – Recebeu o diploma de melhor demonstração técnica, no encontro das artes marciais, em Otawa, Canadá.
● 2001 – Fundou a Confederação Brasileira de Hapkido, ocupando a presidência por votação unânime.
● 2007- Ganhou a eleição para a presidência da Associação Coreana de Taekwondo no Brasil.
● 2007- Ganhou a eleição para a presidência da Associação dos mestres coreanos do Brasil.
● 1983 à 2007 – Realizou a 1.ª à 32.ª Copa Grão mestre YUN SIK KIM de Taekwondo.
● 1993 à 2007- Realizou do 1º ao 14.º Campeonato Paulista de Hapkido. E do “1.º ao 14.º Campeonato Brasileiro de Hapkido.
● 1975 á 2007- Ensinou em seminários de Taekwondo e Hapkido em mais de 40 países
● 1968 á 2007 – Formou mais de 30 mil faixas pretas de 1.º dan ao 9.º dan de taekwondo e hapkido em mais de 50 países.
● Na década de 1960 junto com seu mestre, fundou a “Korea Hapkido Association”, também conhecida como (DEHAN Hapkido Federation), a atual (K.H.A).